# Chancre cortical du cyprès
Le chancre cortical du cyprès, ou chancre du cyprès, est une maladie fongique qui affecte les cyprès, principalement les espèces du genre Cupressus, causée par des champignons ascomycètes du genre Seiridium, principalament Seiridium cardinale. 
Cette maladie, qui peut provoquer la mort des arbres infectés en quelques mois, est apparue pour la première fois en Californie en 1928. Elle s'est répandue depuis dans toutes les régions tempérées du globe où se cultivent les différentes espèces de cyprès ; en Europe elle est signalée pour la première fois en Provence en 1944. Elle entraîne d'importants dommages économiques à l'activité des pépinières dans les régions méditerranéennes comme la Provence et la Toscane.

## Répartition
L'aire de répartition de cette maladie comprend les régions et pays suivants : 
- Europe : Allemagne, Croatie, Chypre, Espagne, France, Grèce (y compris la Crète), Irlande, Italie, Monténégro, Portugal, Royaume-Uni (y compris l'Irlande du Nord), Serbie,
- Afrique : Afrique du Sud, Algérie, Maroc, Tunisie, ,
- Asie : Israël, Syrie, Turquie
- Amérique du Nord : Canada (Colombie britannique), États-Unis (Alaska, Californie, Oregon),
- Amérique du Sud et Amérique centrale : Argentine, Costa Rica,
- Océanie : Australie (Australie occidentale), Nouvelle-Zélande[2].